# فهرس تيوبي للغات البرمجة الأكثر شعبية

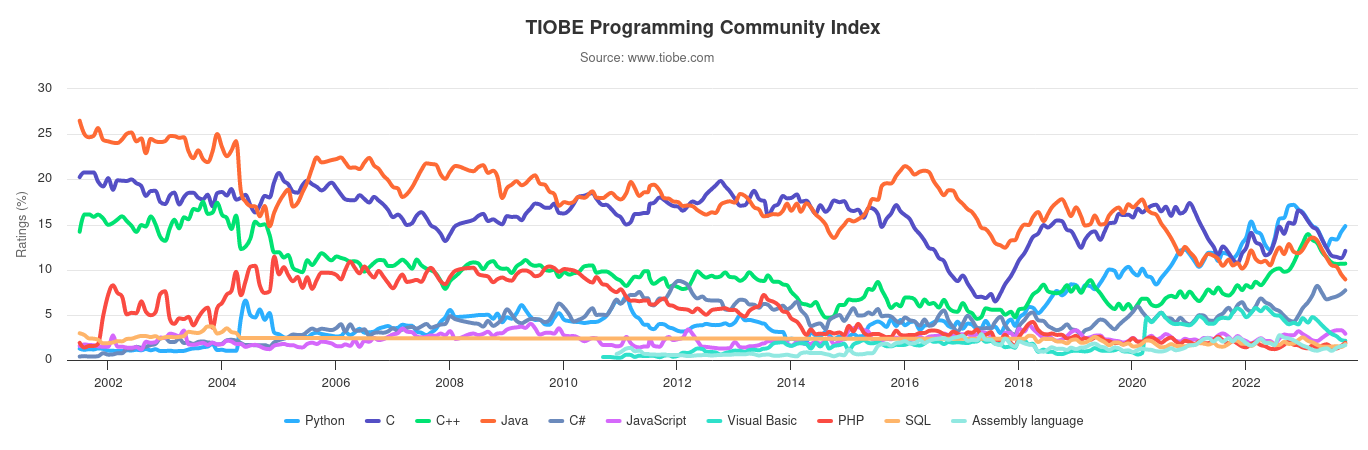

فهرس تيوبي للغات البرمجة الأكثر شعبية هو فهرس للغات البرمجة الأكثر شعبية بالترتيب، يعتمد على عدد مرات البحث عن اللغة في محركات البحث ككلمة مفتاحية. الفهرس يشمل عمليات البحث في جوجل، مدونات جوجل، إم إس إن، ياهو، ويكيبيديا ويوتيوب. يُحدث الفهرس شهرياً. المعلومات الحالية مجانية لكن معلومات فترات طويلة لعدة سنين من البحث للبيع. العاملين على الفهرس يعتقدون أنه من القيم قبول عدة قرارات إستراتيجية. تيوبي يركز على اللغات الكاملة، لذا لغات مثل إس كيو إل أو لغة ترميز النص الفائق غير مشمولة.